# Марка (административная единица)
Ма́рка (исп. Marca, нем. Mark, фр. Marche, от латинского «margo» — «край») — в первоначальном значении — граница частных владений, либо государственной территории; производное от этого слова Мархия (Marchio) — пограничная область Каролингской державы. 
Во времена Карла Великого словом «марка» стали обозначать пограничные округа франкского государства, расположенные в завоеванных областях (например Испанская марка, Баварская марка и прочие). Правителем государства главой марки назначался маркграф, управитель пограничных провинций империи Каролингов. Соответственно, пограничные провинции назывались марка (Dänemark — Датская марка, Steiermark — Штирия). 
Уже в VII веке слово марка получило и другое, переносное значение: так назывался округ, расположенный в известных границах и заключавший в себе разного рода владения, состоящие как в общинной, так и в частной собственности. 
На начало XX столетия «марка» — название территориального округа, принадлежащего общине.

## Марки, созданные при Пипине Коротком и Карле Великом
Первая марка (Бретонская) была образована Пипином  III Коротким. Его сыном, Карлом Великим созданы:
- Испанская марка — для защиты от арабов в северной Испании
- Датская марка — для защиты от датчан
- Саксонская марка — для защиты от ободритов
- Тюрингская марка — для защиты от сорбов
- Франконская марка — для защиты от чехов
- Аварская марка — для защиты от авар
- Паннонская марка — для защиты от моравцев
  - Верхнепаннонская марка
  - Нижнепанонская марка
- Фриульская марка
- Виндская марка[5]

## Марки, созданные при преемниках Карла Великого

### Франция
- Септиманская марка
- Готская марка
- Фландрская марка, позже герцогство Фландрия
- Прованская марка
- Нейстрийская марка

### Германия
- Шлезвигская марка
- марка Биллунгов
- Восточная Саксонская марка (марка Геро)
  - Северная марка (Марка Северной Саксонии)
    - Бранденбургская марка

  - Лужицкая марка
    - Верхнелужицкая марка
    - Нижнелужицкая марка

  - Мейсенская марка
- Моравская марка
- Восточная (Восточная Баварская) марка, позже Австрийская марка
- Карантанская марка
  - Каринтийская марка
  - Штирийская марка
- Карниольская марка

### Италия
- Веронская марка
- Сполетская марка
- Иврейская марка
- Туринская марка
- Тусцийская (Тосканская) марка
- Анконская марка
- Каносская марка
- Тревизская марка
- Монферратская марка

## Англия
В Англии статус марки имели так называемые «церемониальные» графства.
- Чешир
- Херефордшир
- Дарем
- Валлийская марка (графство Марч)
- Шотландские марки
  - Восточные шотландские марки
  - Средние шотландские марки
  - Западные шотландские марки

## Китай
Понятие марка иногда используется в западной синологии по отношению к удельным княжествам (напр., го эп. Хань)